# Flora Annie Steel

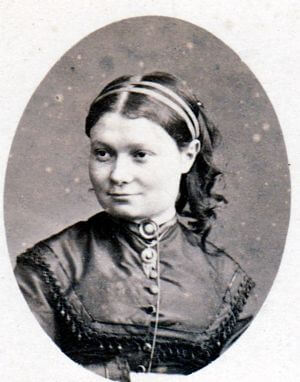
Flora Annie Steel (1867)

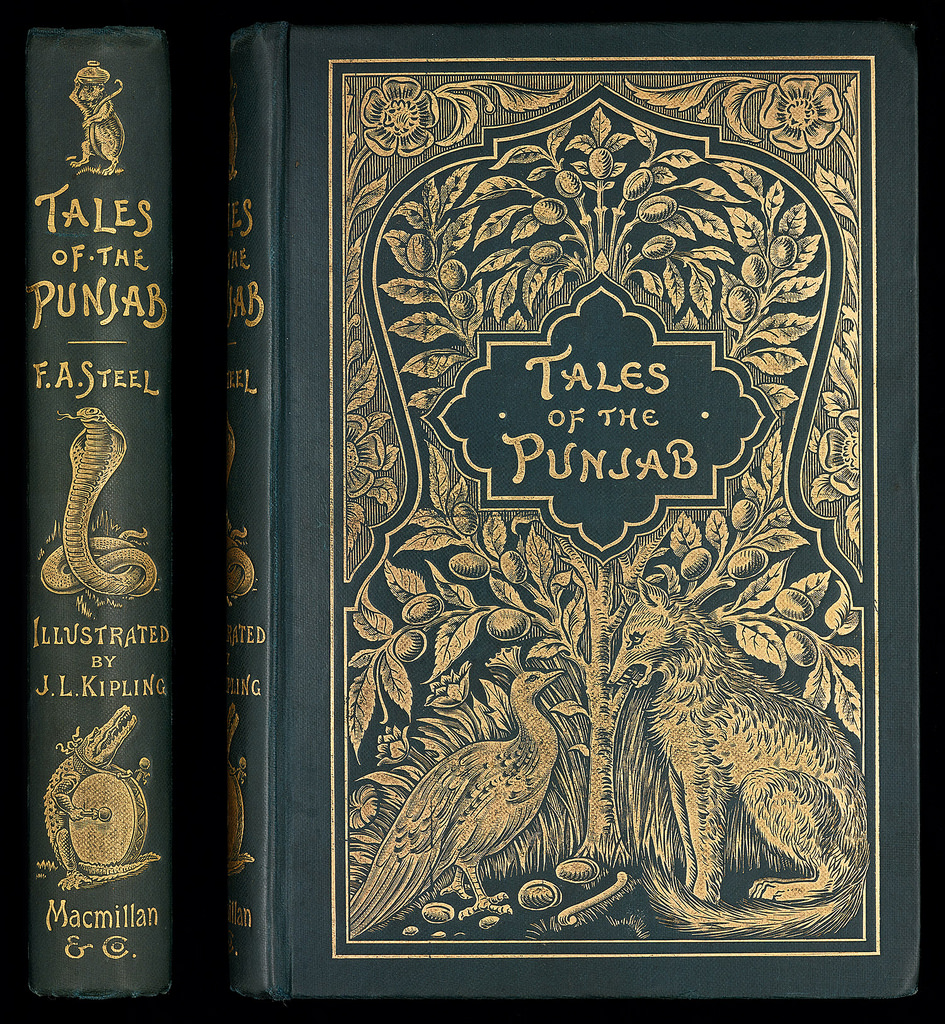
Tales of the Punjab (1894)

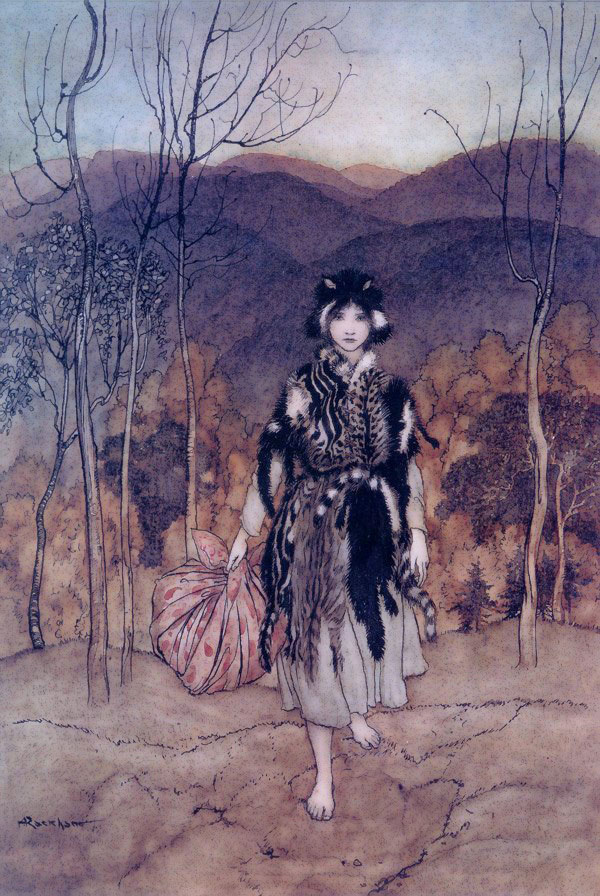
Illustration zum Märchen She went along, and went along, and went along von Arthur Rackham (1867–1939)

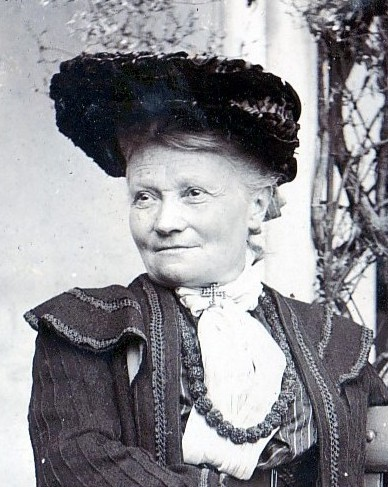
Steel im Jahre 1904

Flora Annie Steel, geb. Webster, (* 2. April 1847 in Harrow-on-the-Hill; † 12. April 1929 in Minchinhampton) war eine britische Autorin. Sie erhielt den Beinamen „weiblicher Kipling“.

## Biographie
Flora Annie Webster wuchs in Harrow auf. Ihre Eltern waren Isabella (McCallum) Webster, die Erbin eines jamaikanischen Zuckerrohrpflanzers, und Georg Webster. Durch fehlgeschlagene Geschäfte des Vaters ging das gesamte Vermögen der Mutter verloren und infolge dieser finanziellen Probleme musste die Familie 1856 nach Schottland umziehen und der Vater einen Posten als Sheriffbeamter in Forfarshire annehmen. Flora Annie war das sechste von elf Kindern des Ehepaars. Sechs Monate lang besuchte sie eine Schule in Brüssel, erhielt aber wie ihre Schwestern und anders als ihre Brüder keine schulische Ausbildung, weil dafür das Geld fehlte. Der Vater war der Ansicht, dass eine ausgiebige Lektüre der Bücher aus seiner Bibliothek ausreichend für die Bildung seiner Töchter sei.
1867 heiratete sie Henry William Steel (1840–1923), einen Angehörigen des Indian Civil Service, den sie seit ihrer Kindheit kannte. Wenige Stunden nach der Trauung reiste das Ehepaar nach Indien, wo schon zwei von Annies Brüdern stationiert waren. 1870 wurde die gemeinsame Tochter Mabel geboren, nachdem Flora Annie wohl aufgrund eines Fieberanfalls zuvor eine Fehlgeburt erlitten hatte. Auch in den kommenden Jahren wurde Flora Annie Steel immer wieder von Fieber geplagt. Allein in den ersten drei Jahren der Ehe wurde Henry Steel neun Mal innerhalb des indischen Nordens (das Gebiet gehört seit 1947 größtenteils zu Pakistan) versetzt. Da sie aus einer großen Familie kam, fühlte sich seine Frau oftmals einsam und isoliert; in Kasur etwa waren die Eheleute die einzigen Europäer: „Ich hatte keine Wahl – ich musste beobachten oder sterben“, schrieb sie in ihrer Autobiographie. Später lebten die Steels in Lahore und in Dalhousie, einer Stadt, die nach dem früheren Generalgouverneur von Britisch-Indien, Lord Dalhousie, benannt worden war.
Um ihrer Isolation zu entgehen, entschied sich Steel für ein anderes Leben als viele der „gelangweilten Memsahibs“, über die sie später in ihren Geschichten spottete. Durch die Geburt ihrer Tochter und mit Unterstützung der einheimischen Aya kam sie in Kontakt mit indischen Frauen: „A baby is a good ambassador.“ Sie erlernte die Panjabi-Schrift sowie mehrere indische Sprachen und machte sich mit lokalen Gepflogenheiten und Bräuchen vertraut. Später forderte sie die britischen Frauen in Indien auf, Hindustani zu lernen: „Keine vernünftige Engländerin würde davon träumen, etwa zwanzig Jahre in Deutschland, Italien oder Frankreich zu leben, ohne auf jeden Fall den Versuch zu unternehmen, die Sprache zu lernen.“
Mabel Steel wurde nach England geschickt, um dort die Schule zu besuchen, aber auch wegen des belastenden Klimas. Ihre Mutter litt sehr unter dieser Trennung und stürzte sich zum Ausgleich in Arbeit. Als Flora Annie Steel klar wurde, dass die Parda-Vorschriften die medizinische Behandlung von kranken Frauen und Kindern verhinderten, kümmerte sie sich selbst um kranke Menschen. Zur selben Zeit begann sie, Jungen unter 16 in Englisch zu unterrichten. Auf Vorschlag des einheimischen Chief Native Administrator baute sie eine Schule für Frauen und Mädchen auf, eine von vielen von ihr gegründeten Schulen, die folgen sollten. In dieser Zeit schockte sie die Gesellschaft vor Ort, weil sie ein Jahr lang von ihrem Mann, der erneut versetzt worden war, getrennt lebte. Bei ihrem Abschied aus Kasur nach drei Jahren schenkten ihr die Schülerinnen eine Brosche, zu der sie einen kleinen Edelstein oder eine Perle von ihrem eigenen Schmuck beigesteuert hatten. Steel nannte diese Brosche ihren Star of India. Vermutlich aufgrund dieser erfolgreichen Bemühungen wurde Steel zur Inspektorin der Grundschulen im Punjab ernannt, in einer Region in der Größe von rund 360.000 Quadratkilometern. Auch verfasste sie Elementarbücher; in einigen finden sich Illustrationen von John Lockwood Kipling, dem Vater von Rudyard Kipling.
Offen kritisierte Flora Annie Steel die Ineffizienz der britischen Behörden sowie die dort herrschende Korruption. Daraufhin forderte ein Beamter des Indian Civil Service ihren Mann auf, er möge seine Frau zur Ordnung rufen. Henry Steel schlug seinen Vorgesetzten daraufhin im Gegenzug vor, seine Frau für einen Monat mitzunehmen und dies selbst zu versuchen. Darüber hinaus machte sie sich mit ihren Anstrengungen zur Einrichtung von Mädchenschulen bei traditionellen Muslimen und Hindus ebenfalls unbeliebt. Bei alldem blieb sie doch eine Memsahib mit all ihren Widersprüchen und eine entschiedene Verfechterin der britischen Herrschaft über Indien, wenn sie auch die Art und Weise dieser Herrschaft kritisierte.
1884 publizierte Flora Annie Steel ihr erstes Buch (Wide Awake Stories), eine Sammlung von indischen Volkserzählungen. Ab 1889, nachdem ihr Mann in Ruhestand und die Eheleute nach Schottland zurückgegangen waren, begann sie ernsthaft zu schreiben, vorrangig Erzählungen. Die meisten ihrer Geschichten erschienen in Macmillan's Magazine und machten sie als Autorin populär, ebenso eine Serie von historisch-romantischen Geschichten, die in der Zeit des Mogulreichs spielten. Ihre beliebtesten Geschichten wurden in zwei Sammelbänden herausgegeben. Insgesamt veröffentlichte sie rund 30 Bücher (darunter auch Kinderbücher), einige davon wurden ins Deutsche und andere Sprachen übersetzt.
Ihr größter Erfolg war On the Face of the Waters über den Indischen Aufstand von 1857, das sich – nach ihren eigenen Worten – „wie warme Semmeln“ verkaufte. Vor dem Verfassen dieses Buches kehrte sie mehrere Monate allein nach Indien zurück, um zu recherchieren und Akten zu studieren, was ihr von der örtlichen Regierung erlaubt wurde. In ihrem Text versuchte sie, beide Seiten möglichst fair darzustellen. In ihrer Autobiographie schrieb sie gegen Ende ihres Lebens, dass es nichts Traurigeres gebe, als den blutrünstigen Ton von Leserbriefen an die Zeitungen bezogen auf den Aufstand, insbesondere jene von christlichen Geistlichen.  Sie selbst bezeichnete es als das „größte Kompliment, das sie jemals erhalten habe“, dass ein Leser, dessen Frau bei diesem Aufstand getötet worden war, ihr mitteilte, die Lektüre dieses Buches habe ihm ermöglicht, ihren Mördern nach 40 Jahren zu vergeben.
Gemeinsam mit ihrer Freundin Grace Gardiner verfasste Steel The Complete Indian Housekeeper and Cook (1890), einen Ratgeber nebst Kochbuch für britische Frauen, die in Indien einen Haushalt zu führen hatten. Einige Kapitel wurden in Hindu übersetzt und die Leserinnen aufgefordert, diese Texte ihren Dienstboten vorzulesen. Auch dieses Buch, das letztlich eine friedliche Haushaltsführung mit „Würde“ und „Anstand“ zur Stütze des Empires propagierte, wurde sehr populär. Großen Anklang beim Publikum fanden ihre Sammlungen von English Fairy Tales mit den Illustrationen von Arthur Rackham aus dem Jahr 1916. Es wurde in zahlreichen Auflagen herausgebracht, zuletzt 2019 auf Deutsch.
Flora Annie Steel war bis zum Ende ihres Lebens als Autorin aktiv. Ihr Ehemann starb 1923, sie selbst 1929, kurz nachdem sie ihre Autobiografie The Garden of Fidelity fertiggestellt hatte.

## „Weiblicher Kipling“
Im Vorwort zu dem von ihr herausgegebenen Buch Flora Annie Steel: A Critical Study of an Unconventional Memsahib setzte sich die Sprachwissenschaftlerin Susmita Roye kritisch mit deren Beinamen „weiblicher Kipling“ auseinander. Der Begriff wurde vermutlich in einer Rezension ihres Buches On the Face of the Waters geprägt. Es sei zutreffend, dass Steel und Kipling zu gleicher Zeit sehr beliebte Autoren zum Themen Indien gewesen seien. Während Kiplings Name jedoch weiterhin bekannt sei, sei Flora Annie Steels Ruhm der „gender-biased politics of canonization“ („geschlechtsverzerrte Kanonisierungspolitik“) zum Opfer gefallen. Während Kipling nahezu als Synonym für Literatur über Indien gelte, sei Steel hingegen geradezu verschwunden. Steel habe aber die literarischen Lücken gefüllt, die Kipling gelassen habe.
Die Literaturwissenschaftlerin LeeAnne Richardson schrieb, Steels Idee des Imperialismus sei die von Kooperation anstelle von Kolonialismus gewesen und deshalb eine sinnvolle Ergänzung oder ein Korrektiv der Auffassungen von Kipling. Erst die Werke von beiden gemeinsam würden ein kompletteres Bild ergeben. Roye weist zudem auf weitere britische Autorinnen aus dem 19. Jahrhundert hin, die sich in ihren Werken mit Indien befasst hätten und der Situation der dort lebenden britischen Frauen. Steel sei indes die einzige gewesen, die sich in ihren Texten mit den Lebensumständen der indischen Frauen beschäftigt habe.

## Publikationen (Auswahl)
- The Garden of Fidelity.
- The King's message, a Dream. 1884.
- Tales of the Punjab, told by the people. 1894.
- The Flower of Forgiveness. 1894.
- On the Face of the Waters. 1897.
- The Adventures of King Akbar. 1913. Mit Illustrationen von Byam Shaw.
- English Fairy Tales. 1916. Mit Illustrationen von Arthur Rackham. Deutsche Ausgabe: Englische Märchen. Anaconda, Köln 2019, ISBN 978-3-7306-0720-6.